# Томич, Иван
Иван Томич (серб. Иван Томић / Ivan Tomić; род. 5 января 1976, Белград) — сербский футболист, игравший на позиции полузащитника. По завершении игровой карьеры — тренер.
Выступал, в частности, за клуб «Партизан», а также национальную сборную Югославии. Обладатель Суперкубка Италии по футболу.

## Клубная карьера
Во взрослом футболе дебютировал в 1993 году выступлениями за клуб «Партизан», в котором провел пять сезонов, приняв участие в 82 матчах чемпионата.
Своей игрой привлек внимание представителей тренерского штаба клуба «Рома», к составу которого присоединился в 1998 году. Отыграл за «римлян» следующие два сезона своей игровой карьеры.
В течение 2000—2001 годов защищал на условиях аренды цвета испанского клуба «Алавес».
В 2001 году вернулся в «Рому». На этот раз провел в составе два сезона.
Позже с 2003 по 2004 год вновь отдавался в аренду в клубы «Алавеса» и «Райо Вальекано».
В 2004 году вернулся в «Партизан», за который отыграл 3 сезона. Завершил профессиональную карьеру футболиста выступлениями за команду «Партизан» в 2007 году.

## Выступления за сборные
В 1997 году привлекался в состав молодежной сборной Югославии. На молодёжном уровне сыграл в одном официальном матче, забил 1 гол.
В 1998 году дебютировал в официальных матчах в составе национальной сборной Югославии. В течение карьеры в национальной команде, которая длилась 4 года, провел в форме главной команды страны лишь 5 матчей.

## Карьера тренера
Начал тренерскую карьеру, вернувшись к футболу после небольшого перерыва, в 2014 году, войдя в тренерский штаб национальной сборной Сербии.
В 2014 году стал главным тренером юношеской сборной Сербии, которую тренировал лишь один год.
В течение тренерской карьеры также возглавлял команду клуба «Телеоптик».
Последним местом тренерской работы был клуб «Партизан», главным тренером которого Иван Томич был с 2015 по 2016 год.

## Титулы и достижения
- Чемпионат Югославии (3):

Патризан: 1993/94, 1995/96, 1996/97.
- Чемпионат Сербии и Черногории(1):

Патризан: 2004/05.
- Обладатель Суперкубка Италии по футболу (1):

«Рома»: 2001.